# Milion słów
Milion słów – trzeci album studyjny polskiej piosenkarki Juli. Wydawnictwo ukazało się 26 maja 2017 roku nakładem wytwórni muzycznej Gorgo Music w dystrybucji Warner Music Poland.
Płyta zawiera dziesięć premierowych kompozycji piosenkarki oraz jeden utwór dodatkowy („Gdy gwiazdka”), a jego pierwszym promującym singlem został utwór tytułowy. Drugą piosenką promującą wydawnictwo został utwór „Dobrego dnia”. 8 lipca 2017 roku wydany został trzeci singel – „Tętno”, a następnie „Nieistnienie”.
Album zadebiutował na 14. miejscu polskiej listy sprzedaży – OLiS.

## Lista utworów
Opracowano na podstawie materiału źródłowego.
| Nr  | Tytuł utworu                                               | Długość |
| --- | ---------------------------------------------------------- | ------- |
| 1.  | „Milion słów”                                              | 3:17    |
| 2.  | „Dobrego dnia”                                             | 3:30    |
| 3.  | „Tętno”                                                    | 3:40    |
| 4.  | „Plan”                                                     | 3:56    |
| 5.  | „Nieistnienie”                                             | 2:58    |
| 6.  | „Pozwól mi”                                                | 3:18    |
| 7.  | „Wkręceni”                                                 | 3:32    |
| 8.  | „M jak miłość”                                             | 3:40    |
| 9.  | „Za rękę”                                                  | 3:45    |
| 10. | „Miejsca”                                                  | 4:38    |
| 11. | „Gdy gwiazdka” (gościnnie: Sound’n’Grace; utwór dodatkowy) | 3:43    |
|     |                                                            | 39:57   |

## Pozycja na liście sprzedaży
| Kraj   | Lista (2017)              | Najwyższa pozycja |
| ------ | ------------------------- | ----------------- |
| Polska | Oficjalna Lista Sprzedaży | 14                |